# Zoé, Duncan, Jack et Jane
Zoé, Duncan, Jack et Jane (Zoe, Duncan, Jack & Jane) est une série télévisée américaine en 26 épisodes de 23 minutes créée par Daniel Paige et Sue Paige, diffusée du 17 janvier 1999 au 11 juin 2000 sur The WB.
En France, elle fut diffusée dès le 23 septembre 1999 sur Série Club puis rediffusée sur M6. Elle reste inédite dans les autres pays francophones.

## Synopsis
Zoé, Duncan, Jack et Jane sont quatre amis inséparables vivant à New York. Si Zoé tombe amoureuse tous les quarts d'heure, la cynique Jane est plus méfiante. Duncan est l'incarnation de l'anxiété, Jack celle de l'égocentrisme.

## Distribution
- Selma Blair (VF : Laura Préjean) : Zoe Bean
- David Moscow (VF : Hervé Rey) : Duncan Milch
- Michael Rosenbaum (VF : Emmanuel Garijo) : Jack Cooper
- Azura Skye (VF : Sybille Tureau) : Jane Cooper
- Mary Page Keller (VF : Ninou Fratellini) : Iris Bean, mère de Zoé (saison 1)

### Invités
- Sara Rue : Breeny Kenney (saison 1, 5 épisodes)
- Amy Aquino (VF : Joëlle Fossier) : Ruth Milch (saison 1, épisodes 1, 9 et 10)
- Omar Gooding (VF : Serge Faliu) : Doug Anderson (saison 2)
- James Hong : Mr Chin (saison 2)

 Source et légende : version française (VF) sur RS Doublage

## Épisodes

### Première saison (1999)
| N° | Titre                                                 | Réalisation         | Scénario                             | Diffusion originale | Diffusion française | Code de production |
| -- | ----------------------------------------------------- | ------------------- | ------------------------------------ | ------------------- | ------------------- | ------------------ |
| 1  | Chinoiseries Pilot                                    | Jeff McCracken (en) | Daniel Paige Sue Paige               | 17 janvier 1999     | 23 septembre 1999   | 516-T              |
| 2  | Idée fixe Everything You Wanted to Know About Zoe     | Jonathan Weiss      | Daniel Paige Sue Paige               | 24 janvier 1999     | 30 septembre 1999   | J-406              |
| 3  | Une rencontre explosive When Zoe Met Johnny           | Craig Zisk          | Daniel Paige Sue Paige               | 7 février 1999      | 7 octobre 1999      | J-404              |
| 4  | Le Massacre de la Saint-Valentin To Jack, from Zoe    | Brian K. Roberts    | Darin Henry (en)                     | 14 février 1999     | 14 octobre 1999     | J-409              |
| 5  | Jack a dit : je t'aime Sympathy for Jack              | Brian K. Roberts    | Nora Lynch Phil Palisoul Darin Henry | 21 février 1999     | 21 octobre 1999     | J-411              |
| 6  | La Grosse Tête Hard Cheese on Zoe                     | Jeff McCracken      | Daniel Paige Sue Paige               | 28 février 1999     | 28 octobre 1999     | J-403              |
| 7  | Visions dangereuses The Trouble with Jane             | Craig Zisk          | Daniel Paige Sue Paige               | 7 février 1999      | 4 novembre 1999     | J-410              |
| 8  | Amour, quand tu nous tiens A Good Man is Hard to Find | Brian K. Roberts    | Jeff Lowell                          | 10 février 1999     | 11 novembre 1999    | J-412              |
| 9  | Je fais ce que je veux The Advice                     | Brian K. Roberts    | Jeff Lowell                          | 14 février 1999     | 18 novembre 1999    | J-413              |
| 10 | Je ne grandirai jamais ! Under Mom's Thumb            | Jonathan Weiss      | Michael Rowe (en)                    | 11 avril 1999       | 25 novembre 1999    | J-408              |
| 11 | Nippes et Fripes Down and Out at Bleecker and Houston | Jeff McCracken      | Daniel Paige Sue Paige               | 2 mai 1999          | 2 décembre 1999     | J-402              |
| 12 | Jeune fille sous influence Zoe Under the Influence    | Jeff McCracken      | Daniel Paige Sue Paige               | 9 mai 1999          | 9 décembre 1999     | J-407              |
| 13 | Comment devenir célèbre ? Run, Man Ray, Run           | Jeff McCracken      | Daniel Paige Sue Paige               | 16 mai 1999         | 16 décembre 1999    | J-405              |

### Deuxième saison (2000)
| N° | #  | Titre                                                    | Réalisation          | Scénario                                                                                                 | Diffusion originale | Diffusion française | Code de production |
| -- | -- | -------------------------------------------------------- | -------------------- | --- | ------------------- | ------------------- | ------------------ |
| 14 | 01 | Chacun ses torts Three Years Later (aka No Good Deed)    | Gil Junger           | Roger Reitzel                                                                                            | 31 janvier 2000     | 2 octobre 2000      | 226052             |
| 15 | 02 | Drôle d'associé The Customer is Always Vic               | James Hampton        | Stacie Lipp                                                                                              | 7 février 2000      | 9 octobre 2000      | 226054             |
| 16 | 03 | La Chance de ma vie I Don't Feel So Good                 | Jimmy Hampton        | Michael Grodner Robert Bradley                                                                           | 14 février 2000     | 16 octobre 2000     | 226056             |
| 17 | 04 | Baiser mortel Kiss of Death                              | Brian K. Roberts     | J.J. Wall                                                                                                | 2 avril 2000        | 23 octobre 2000     | 226057             |
| 18 | 05 | Vendetta The Feud                                        | Dana De Vally Piazza | Emily Cutler                                                                                             | 9 avril 2000        | 30 octobre 2000     | 226062             |
| 19 | 06 | Cauchemar d'une nuit d'été A Midsummer Night's Nightmare | Gil Junger           | Jim Freedman Stacie Lipp                                                                                 | 16 avril 2000       | 6 novembre 2000     | 226063             |
| 20 | 07 | Dérapage Crossing the Line                               | Brian K. Roberts     | Emily Cutler (histoire) David Kirkwood (histoire) Phil Lord (scénariste) Christopher Miller (scénariste) | 23 avril 2000       | 13 novembre 2000    | 226060             |
| 21 | 08 | Chercher Zoé désespérément Desperately Seeking Zoe       | Robert Berlinger     | Daniel Paige Sue Paige                                                                                   | 30 avril 2000       | 20 novembre 2000    | 226058             |
| 22 | 09 | Grand, Brun et Beau Gosse Tall, Dark and Duncan's Boss   | James Hampton        | Daniel Paige Sue Paige                                                                                   | 14 mai 2000         | 27 novembre 2000    | 226055             |
| 23 | 10 | Soirée catastrophe My Dinner with Andy                   | Robert Berlinger     | Emily Cutler                                                                                             | 21 mai 2000         | 4 décembre 2000     | 226059             |
| 24 | 11 | Point de rupture Too Much Pressure                       | Brian K. Roberts     | Daniel Paige Sue Paige                                                                                   | 28 mai 2000         | 11 décembre 2000    | 226061             |
| 25 | 12 | Soirée de filles Party Girls                             | Gil Junger           | Daniel Paige Sue Paige                                                                                   | 4 juin 2000         | 18 décembre 2000    | 226053             |
| 26 | 13 | Vive l'amitié Three Years Later                          |                      | Daniel Paige Sue Paige                                                                                   | 11 juin 2000        | 25 décembre 2000    | 226051             |